# Kurt Zimmer (Kanute)
Kurt Zimmer (* 29. Juli 1924 in Saarbrücken; † 19. Januar 2008 ebenda) war ein deutscher Kanute, der für das Saarland antrat.

## Biografie
Kurt Zimmer gehörte der saarländischen Delegation bei den Olympischen Sommerspielen 1952 in Helsinki an. Zusammen mit Heinrich Heß startete er im Zweier-Kajak über  10.000 Meter, wo sie den 12 Rang belegten. Am Folgetag schied das Duo im Rennen über 1000 Meter im Vorlauf aus. Zwei Jahre später nahmen die beiden an den Weltmeisterschaften 1954 teil. 
Zimmer war zudem als Kanutrainer der saarländischen Jugendmannschaft aktiv. In den 1970er Jahren trainierte er die Herren-Volleyballmannschaft des Saarbrücker Kanu Clubs.